# Ano ko ni Kiss to širajuri wo
Ano ko ni Kiss to širajuri wo (japonsky あの娘にキスと白百合を, Ano ko ni kisu to širajuri wo) je japonská manga, kterou napsala a ilustrovala Canno. Vycházela od listopadu 2013 do února 2019 v časopisu Gekkan Comic Alive nakladatelství Media Factory a byla souhrnně vydána v deseti svazcích tankóbon.

## Příběh
Na základní škole byla Ajaka Širamine dokonalým žákem: pracovitá, s vynikajícími známkami a skvělou osobností. Když Ajaka přestupuje na střední školu, očekává, že bude stále nejlepší studentkou, ale líná Jurine Kurosawa ji dokáže ve všem porazit, aniž by ji to stálo značné úsilí. Ajaka začne Jurine opovrhovat, ale navzdory tomu si Jurine Ajaku oblíbí a začne s ní navazovat přátelství. Postupem času je jejich vztah něčím víc, než jenom přátelstvím.

## Média

### Manga
Manga Ano ko ni Kiss to širajuri wo vycházela od 27. listopadu 2013 do 7. února 2019 v časopisu Gekkan Comic Alive nakladatelství Media Factory. Byla souhrnně vydána v deseti svazcích tankóbon. Manga je v Severní Americe licencována nakladatelstvím Yen Press.

### Rozhlasová hra
Na motivy mangy vznikla rozhlasová hra, kterou vydala 25. září 2015 hudební společnost Edge Records.